# Limoges-Email

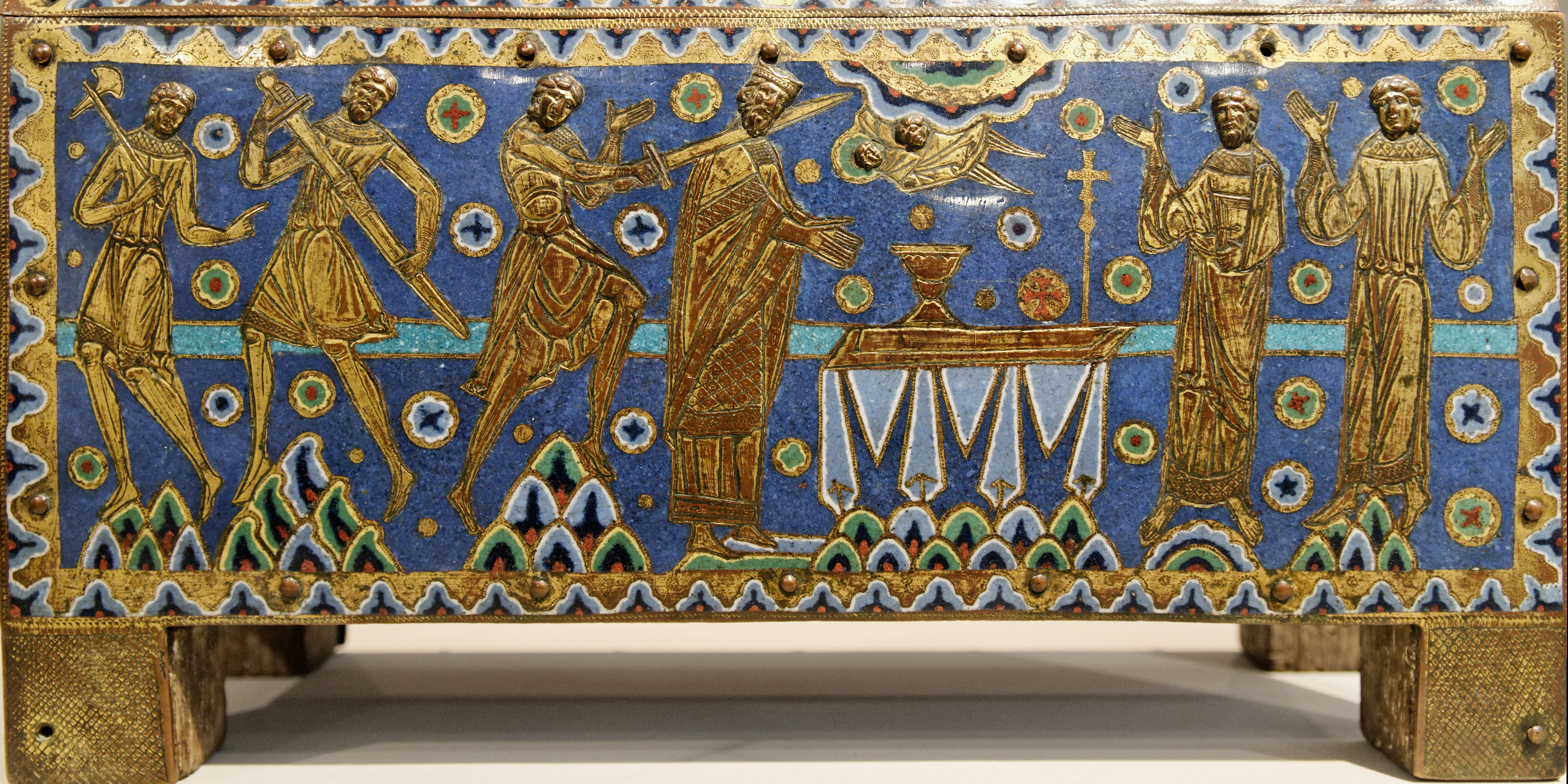
Martyrium des Thomas Becket, Grubenschmelzemail auf einer Schatulle, um 1180. Victoria and Albert Museum, London

Als Limoges-Email bezeichnet man Emailwaren, die in Limoges in Südwestfrankreich hergestellt wurden. In zwei historischen Perioden waren solche von besonderer Bedeutung: Vom 12. Jahrhundert bis 1370 bestand eine große Produktion von Metallobjekten größtenteils sakraler Natur, die im Grubenschmelzverfahren dekoriert wurden. Im späten 15. Jahrhundert wurde diese Tradition wiederbelebt, wobei nun mehr bemaltes Email und profane Themen im Vordergrund standen. Während der Renaissance war es das führende Zentrum der Emailproduktion, mit mehreren Familienbetrieben, die ihre Werke signierten oder punzierten. In beiden Perioden sind narrative Darstellungen kennzeichnend. Nachdem diese Produktion um 1630 nachließ, werden ab Mitte des 19. Jahrhunderts wieder in geringem Umfang Jugendstil- und andere Emailobjekte produziert.

## Grubenschmelz-Email im Mittelalter

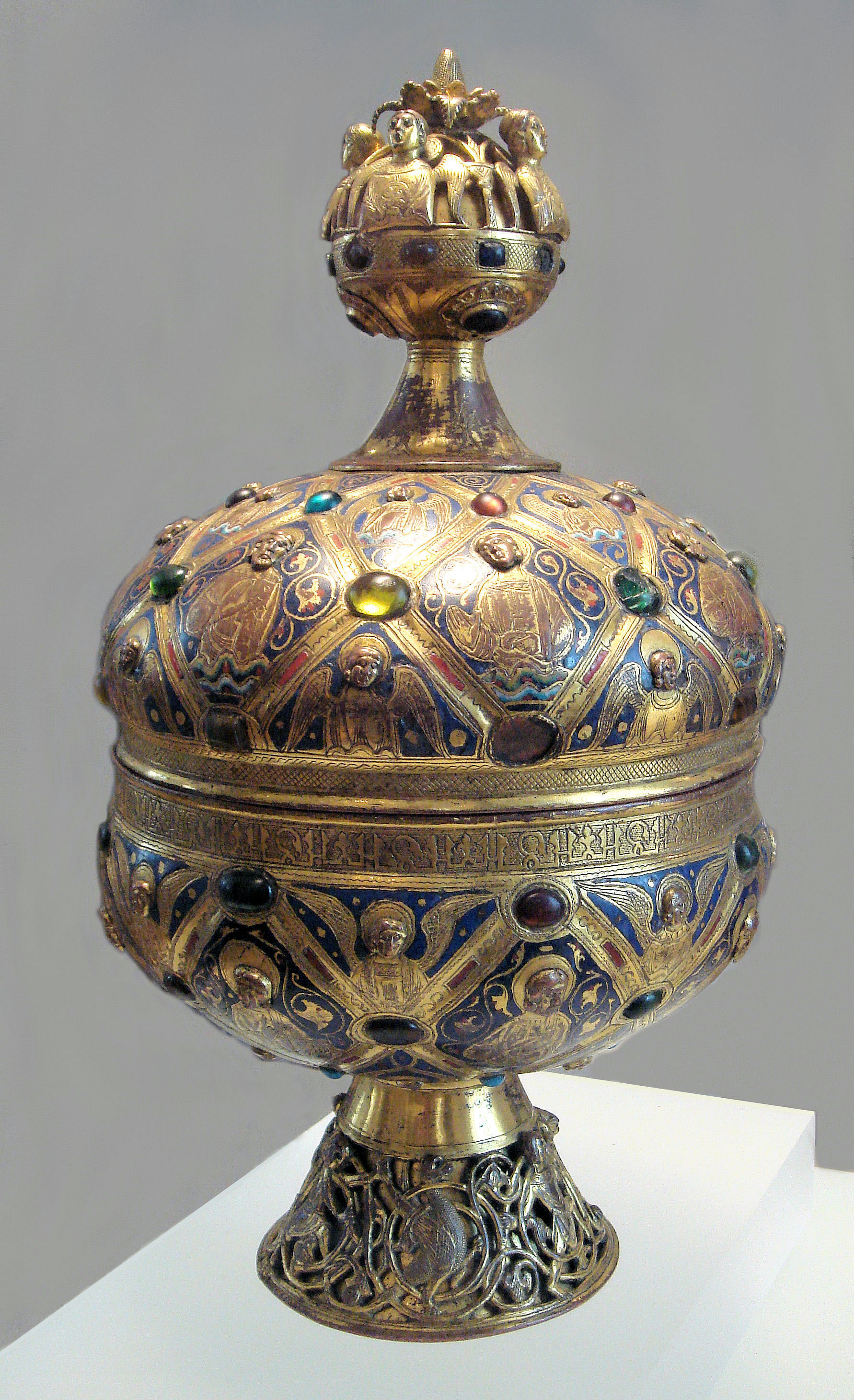
Ein in Limoges hergestellter Hostienkelch mit Grubenschmelz-Email und einem Band in nachgeahmter kufischer Schrift, um 1200. Louvre, Paris

Bereits im 12. Jahrhundert war Limoges das größte und berühmteste, wenngleich nicht qualitativ führende Zentrum der Grubenschmelz-Emailproduktion in Europa. Die dort produzierten Arbeiten waren als Opus de Limogia oder Labor Limogiae bekannt. Die hauptsächlichen Wettbewerber im preisbewussten Markt waren nordspanische Werkstätten, und Arbeiten aus Limoges zeigen von früh an Zeichen spanischen und islamischen Einflusses. Auch eine Migration von Arbeitern ist vermutet worden. Einige frühe Arbeiten aus Limoges zeigen ein Band nachgeahmter kufischer arabischer Schrift, ein Muster, das in Limoges häufig war und auch in Aquitanien übernommen wurde.
Grubenschmelz-Platten und Reliquienschreine wurden schließlich beinahe en masse produziert und waren sogar für Gemeindekirchen und den niederen Adel erschwinglich. Die Werke der höchsten Qualität im Bereich Grubenschmelz kamen jedoch aus dem Maasland (im heutigen Belgien). Da die Basis solcher Objekte häufig aus reinem Edelmetall bestand, wurden sie im Laufe der Geschichte häufig eingeschmolzen. Limoges erhielt aber weiter Bestellungen auch für bedeutende Werke, solche für Kathedralen oder königliche Mäzene, besonders im 12. und 13. Jahrhundert, und es wurden Arbeiten in einem weiten qualitativen Spektrum hergestellt. Bis 1370 war diese Produktion bereits rückläufig, als die brutale Plünderung der Stadt Limoges durch Prinz Edward of Woodstock (siehe Limoges#Geschichte) ihr den Garaus machte. Bis dahin hatten sich die meisten Goldschmiede in den größeren Produktionszentren bereits anderen Techniken wie dem Grubenrelief zugewandt.

### Techniken
Limoges-Email wurde für gewöhnlich aus einer Grundlage aus Kupfer appliziert, manchmal aber auch auf Gold oder Silber. Aufgrund der Härte der Materialien ist der Erhaltungszustand oft sehr gut, und die preiswerteren Werke auf Kupfer aus Limoges sind zu einem viel größerem Teil erhalten als höfische Werke auf Edelmetallen, die häufig irgendwann für ihren Materialwert eingeschmolzen wurden. Die nicht von Email bedeckten Teile wurden im Allgemeinen vergoldet. Dabei gab es zwei grundlegende Stile: Im ersten, der häufiger war und ab ungefähr 1200 eingeführt wurde, sind die Figuren vergoldet und oft zumindest teilweise im Relief dargestellt, wohingegen der Hintergrund größtenteils aus farbigem Email besteht. Im zweiten Stil war die umgekehrt, und die emaillierten Figuren stehen auf einem vergoldeten Hintergrund.
Die vergoldeten Bereiche wurden weiterhin mit eingegrabenen Linien markiert, welche Gesichter und Kleidung der Figuren oder Muster im Hintergrund darstellen (letzteres ist als Vermikularstil bekannt.) Die Werke wurden häufig mit Edelsteinen besetzt, in den erhaltenen Stücken oft Imitate aus Email oder Glas, und die vielfarbigen Rondelle im Hintergrund können als Imitationen von Edelsteinen verstanden werden. Ab ungefähr 1200 war Blau zusammen mit Gold die vorherrschende Farbe des Limoges-Email. In der Kunst des Mittelalters war diese Farbe in anderen Medien wie der Malerei aufwändig und teuer in der Herstellung (siehe zum Beispiel Lapislazuli), aber sowohl in Email als auch in Buntglas vergleichsweise leicht zu erreichen, ein Vorteil, den die Künstler in diesen Medien ausnutzten.

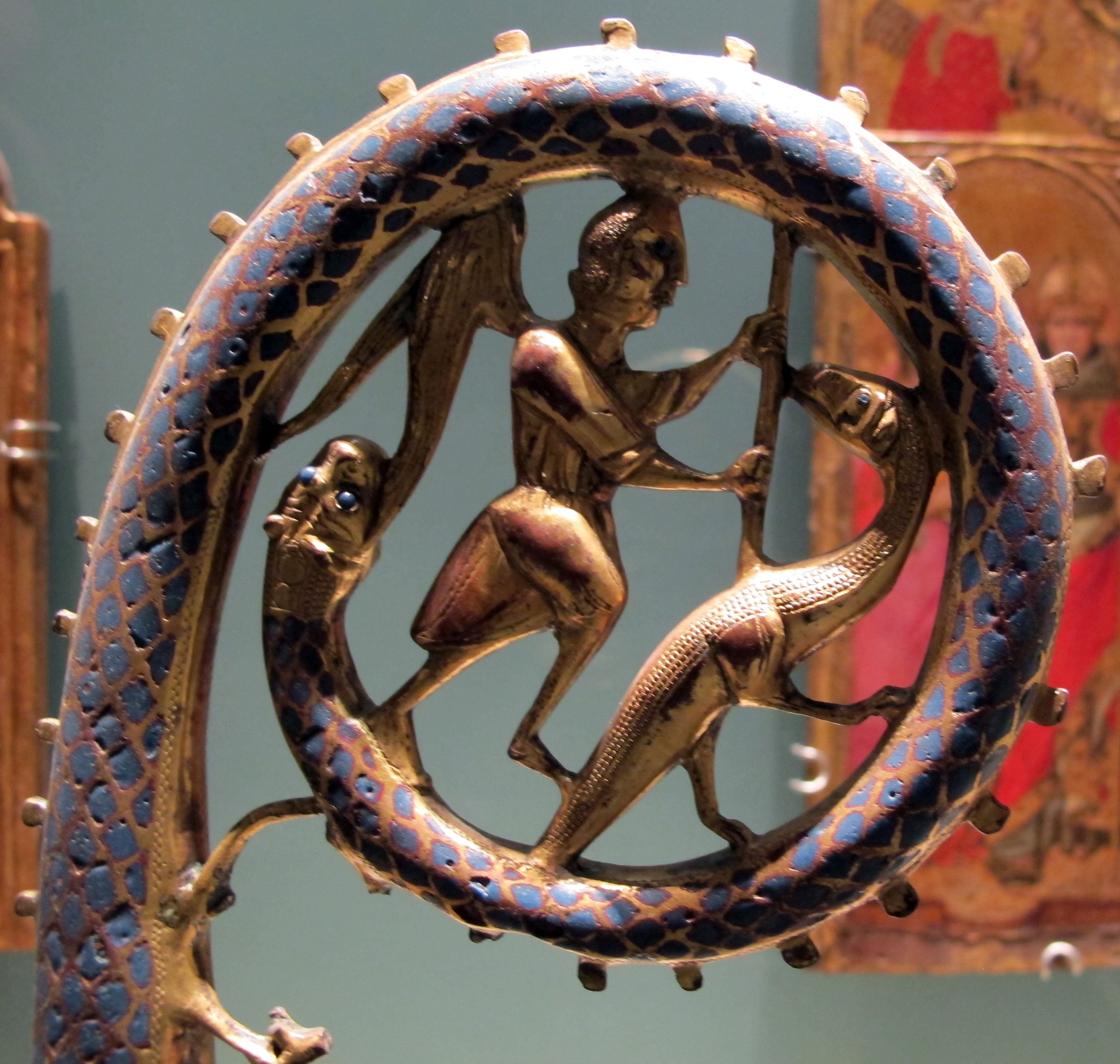
Kreuzstab, um 1230s. Galleria Farnese, Rom

Die kleineren Reliefelemente wurden vorzugsweise durch Stempeln mithilfe von speziellen Formwerkzeugen hergestellt, die die Vorlage für Details wie die Köpfe von Figuren bildeten, welche ansonsten völlig flach waren. Wo ganze Figuren im Relief ausgeführt sind, wurden diese gewöhnlich aus separaten Kupferstücken gefertigt, in die zuerst die grobe Form von hinten hineingetrieben wurde und dann die Details von vorne nachbearbeitet. Diese wurden dann mit dem Hauptstück vernietet, wobei man die Nieten oft leicht sehen kann. In manchen Stücken, besonders solchen wie den Köpfen von Krummstäben mit symmetrischer dreidimensionaler Form, wurde auch der gesamte Körper in Matrizen eingehämmert, die das Relief trugen. Die beiden Hälften wurden dann meistens vernietet.

### Wachstum
Das Wachstum des Handwerks in Limoges und sein Ruf im 12. Jahrhundert scheint viel den Grandmontensern verdankt zu haben, einem Mönchsorden, der in der Gegend von Limoges sein Zentrum hatte. Der Orden wuchs nach dem Tod seines Gründers Stephan von Muret im Jahre 1124 schnell und wurde vom englischen König Heinrich II. unterstützt. Man nimmt mittlerweile nicht mehr an, dass es in der Abtei von Grandmont selbst eine Emailwerkstatt gegeben habe; stattdessen wurden die profanen Werkstätten in Limoges beauftragt. Obwohl der Orden nicht viel Land besaß und seine Enthaltsamkeitsregeln die Ausgaben für Kunsthandwerk einschränkten, wurden doch Emailwerke an Häuser geschickt, die vor allem in Frankreich neu gegründet wurden.
Papst Innozenz III. (1198–1216), der Grandmont zwei Mal besuchte, gab Werke für Rom in Auftrag: einen Reliquar für seine Titelkirche und Werke für den Schrein des Petrus in der Peterskirche in Rom, mithin für eines der höchstrangigen Heiligtümer der Christenheit. Das von Innozenz einberufene vierte Laterankonzil legte Limoges-Email als für die Hostienbehälter in Kirchen angemessen fest, wohingegen der Kelch nach wie mit Edelmetall mindestens zu plattieren sei.
Ein weiterer Faktor, der zur Verbreitung des Rufes von Limoges beitrug, war die Lage des Ortes auf einer der Hauptrouten der Jakobspilger. Weiterhin wurde Limoges auch von den Tempelrittern gefördert. Werke wurden als Geschenke bis in die Kreuzfahrerstaaten im Heiligen Land und Skandinavien verschickt, und es sind auch welche in Novgorod in Russland erhalten.

### Verwendung

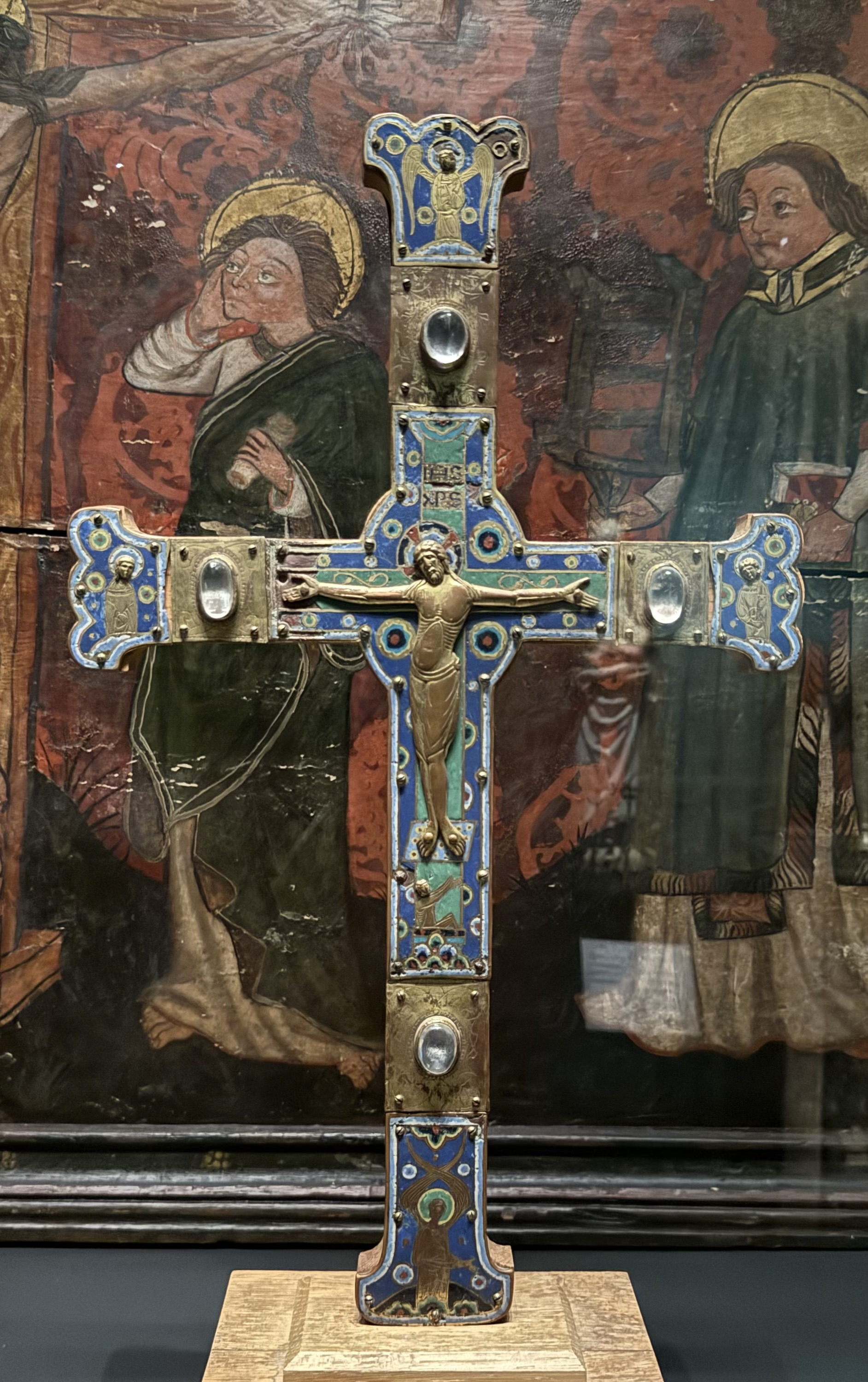
Altarkreuz aus Limoges im Nationalmuseum Islands

Abgesehen von den Schatullen, die einen so großen Teil der Produktion während der gesamten Periode ausmachen, wurden noch viele weitere Objekte aus Limoges-Email hergestellt. Solche, die für kirchliche Zwecke hergestellt wurden, sind häufiger erhalten, und machten wohl in der ersten Zeit auch den größeren Teil der Produktion aus. Einige Arten von Objekten, wie Kerzenhalter (meist klein und mit Spieß) und verzierte Medaillons für Truhen, trugen wohl meistens weltliche Verzierung und wurden für beide Märkte gleichermaßen hergestellt. In späterer Zeit trugen manche Objekte auch eindeutig weltliche Verzierung, zum Beispiel Kampfszenen mit Rittern oder Szenen höfischer Liebe. Religiöse Buchdeckel wurden während der ganzen Periode hergestellt, gewöhnlich in Paaren, von denen selten beide erhalten sind; Gott der Vater und die Kreuzigung Christi bilden häufige Topoi.

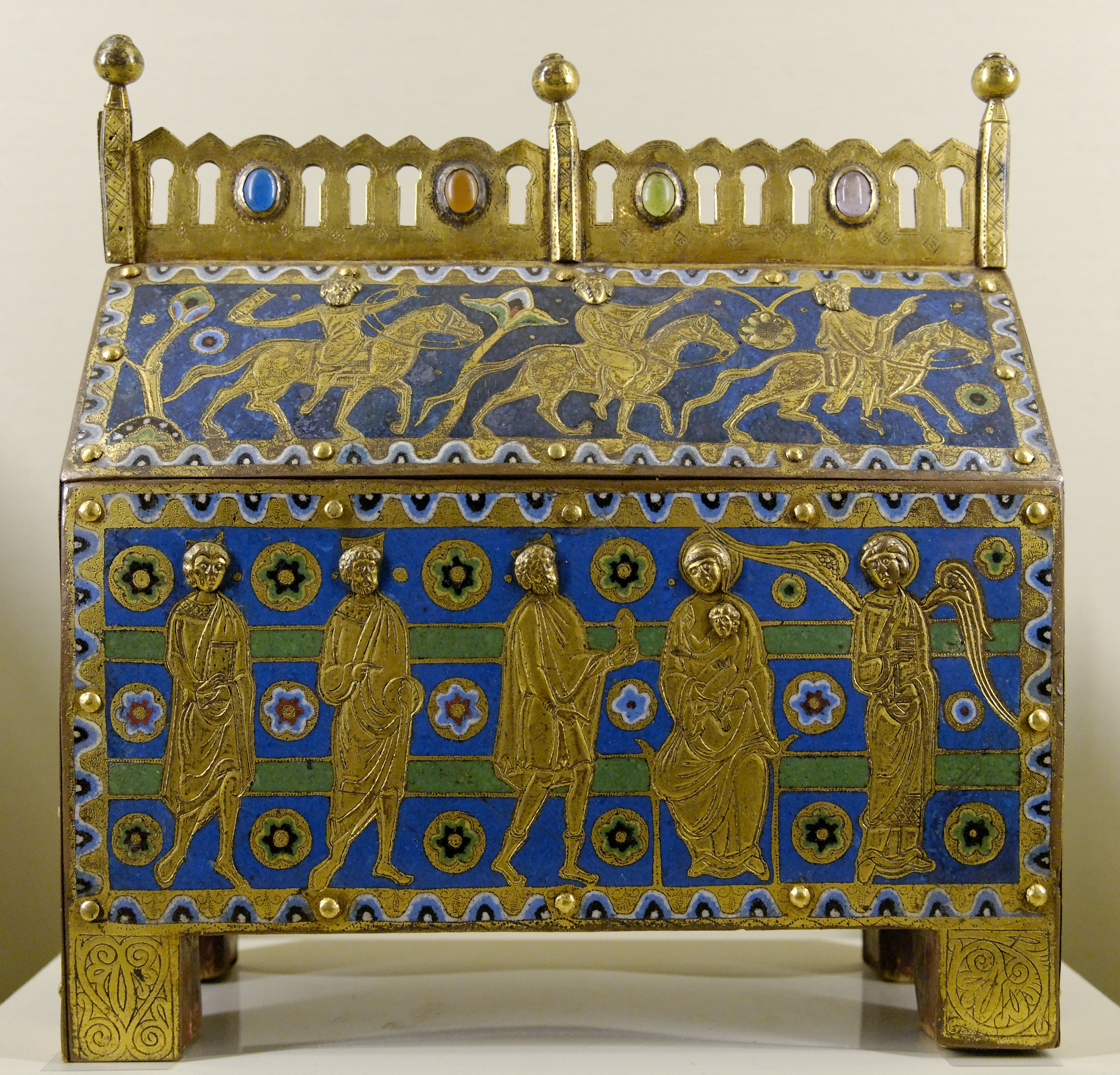
Reliquienschrein mit den heiligen drei Königen, um 1200. Musée de Cluny, Paris

Andere Themen, die im Limoges-Email häufiger auftreten als im Durchschnitt der sakralen Kunst der Zeit sind die Lokalheilige Valeria von Limoges sowie das Martyrium von Thomas Beckett, dessen Verehrung von der Kirche nach seinem Tod stark gefördert wurde, unter anderem durch die Verteilung sekundärer Reliquien über ganz Europa. Das auch über zwanzig Reliquienschreine aus Limoges mit der Geschichte der heiligen drei Könige existieren, hat die Kunstgeschichte leicht verwirrt rezipiert. Die Reliquien derselben wurden 1164 von Mailand nach Köln transferiert (siehe Dreikönigsschrein#Reliquien), und es ist vorgeschlagen worden, dass Teile des Gemäuers des alten Schreines in Mailand als Reliquien verwendet wurden. Bei Themen wie diesen, in denen viele Beispiele erhalten sind, ist die Darstellung oft sehr ähnlich, oder teilt sich in mehrere Gruppen. Dies legt nahe, dass vielleicht die gleichen Entwürfe zugrunde lagen, und dass vielleicht auch verschiedene Werkstätten auf dieselben Entwürfe zurückgriffen.
Im 13. Jahrhundert kam es auf, die Deckel hochrangiger Gräber mit einer Tafel auf Metall und Email zu schmücken, die ein Abbild des Verstorbenen trug, häufig im Relief. Zwei Kinder des heiligen Ludwig IX. hatten solche Gräber im Kloster Royaumont nahe Paris (heute in der Kathedrale von Saint-Denis), und dies ist auch von einer Anzahl von Gräbern von Bischöfen und des Hochadels belegt. Nur wenige überstanden aber die französische Revolution. Dies ist Teil einer Entwicklung in den Arbeiten aus Limoges hin zu einem immer größeren skulpturalen Anteil, oft mit nur kleinen Verzierungen in Email.

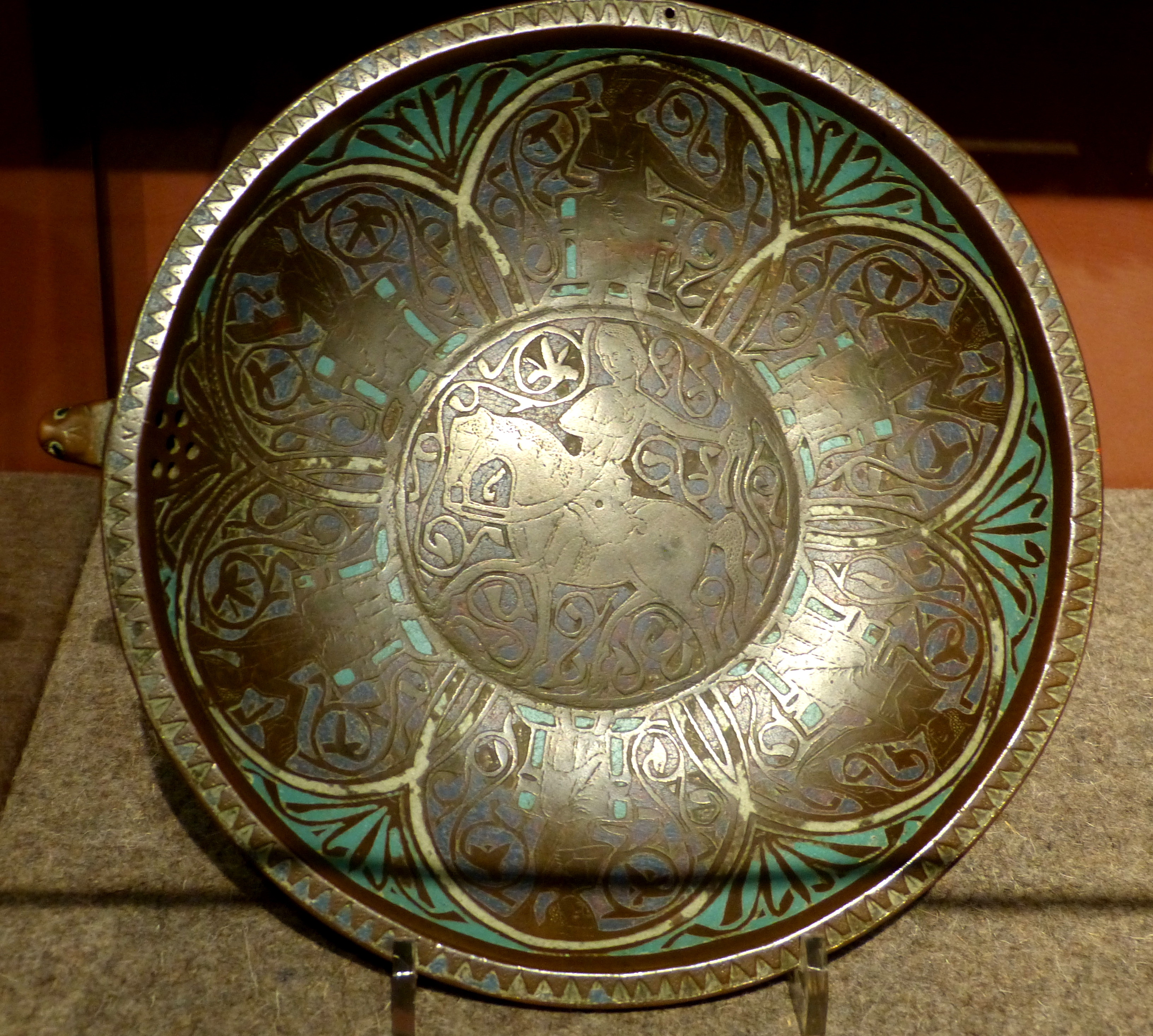
Emailliertes Gemellion, Limoges, 13. Jahrhundert. Wartburg, Eisenach

Die Anzahl der erhaltenen profanen Werke nahm späterhin zu, dazu gehören Kerzenhalter und Plaketten für Kisten, sowie Gemellien, Paare von Schüsseln für die zeremonielle Handwaschung, wobei Diener das Wasser aus der einen Schüssel über die Hände in die andere gossen.

## Bemaltes Email der Renaissance

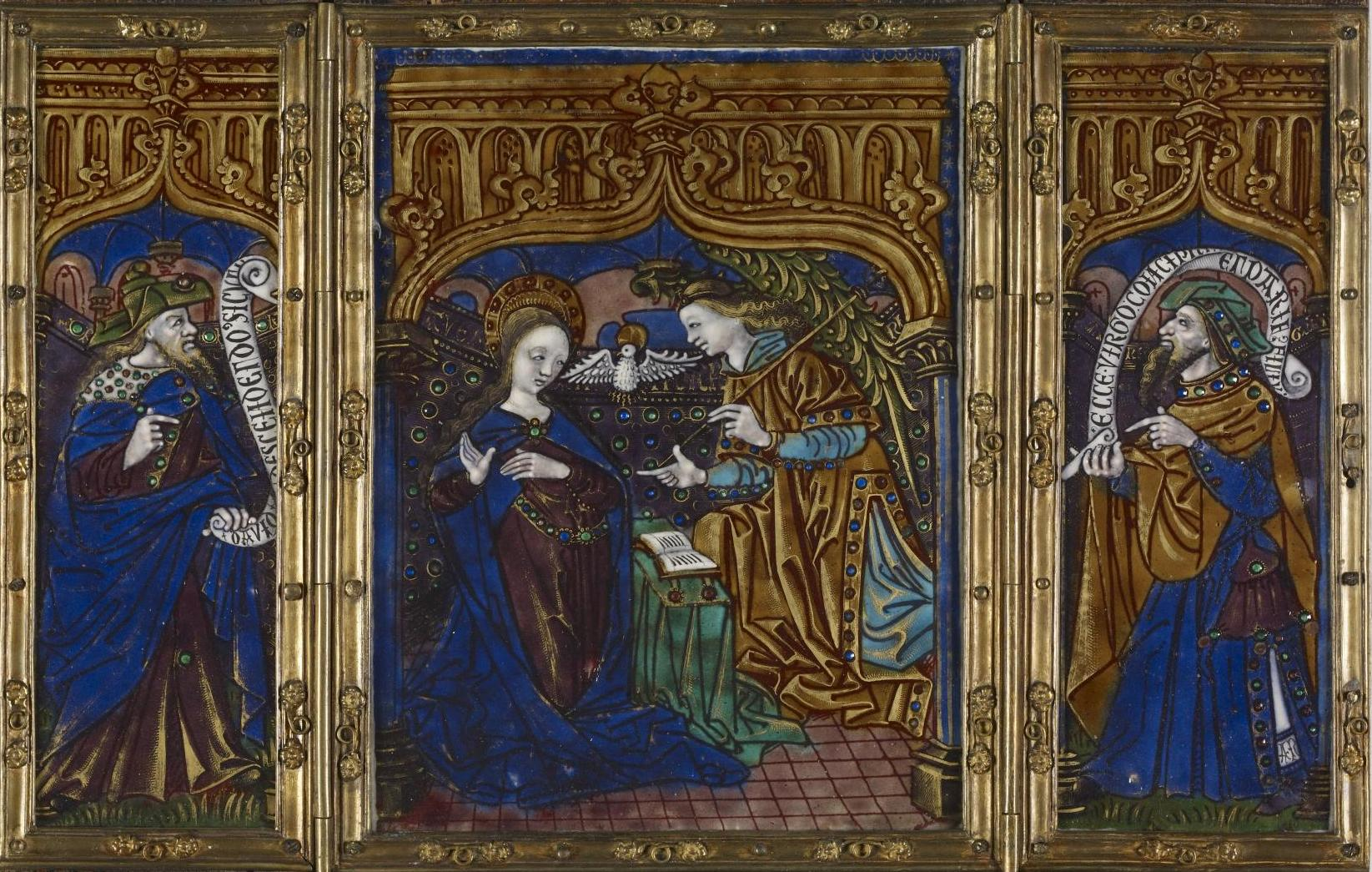
Meister des Triptych von Orléans, Verkündigung mit den Propheten David und Jesaia, um 1500. Walters Art Museum, Baltimore

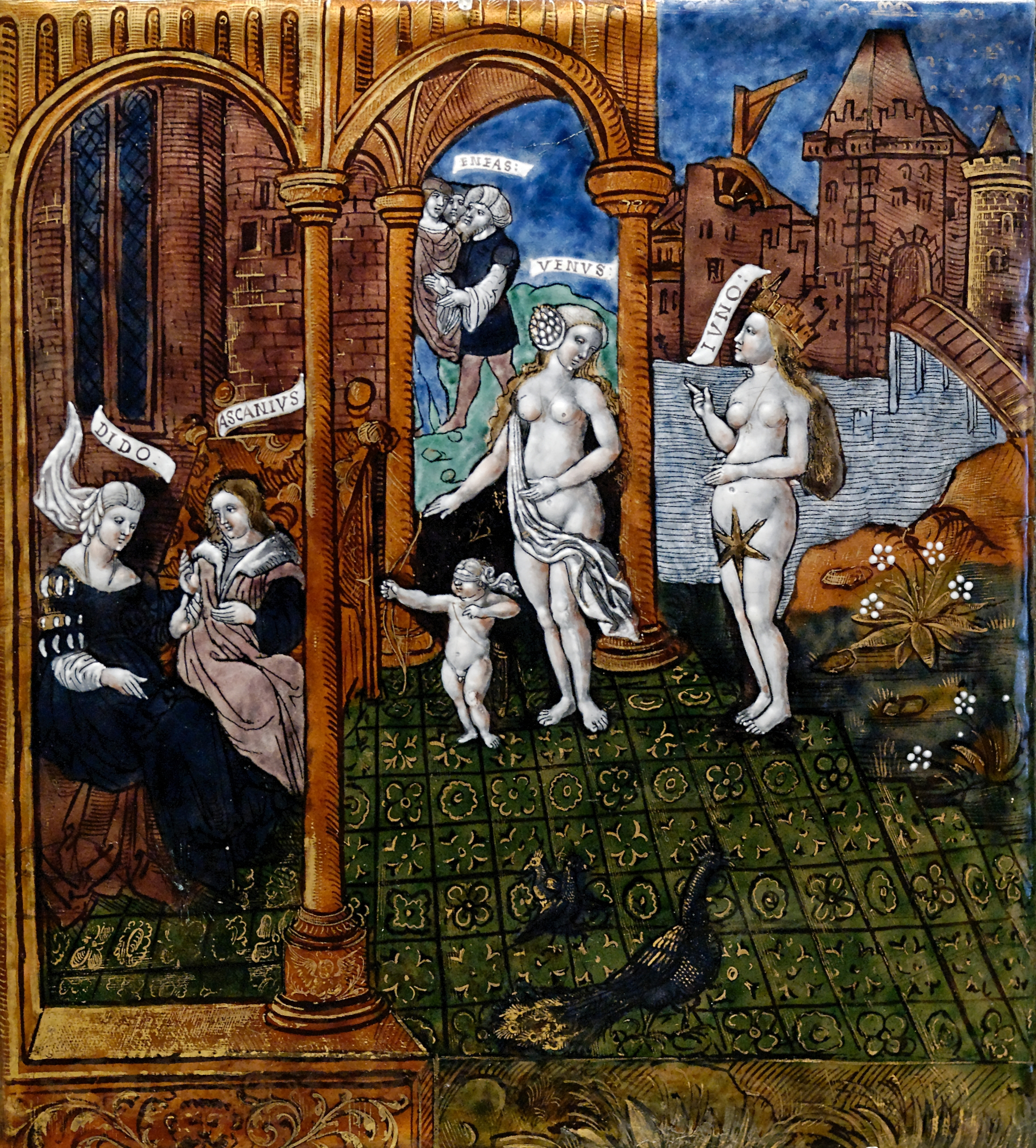
Bemalte Platte, um 1530, mit Venus, Juno und Aeneas, Meister der Äneis. Louvre, Paris

Die Technik des bemalten Email entstand Mitte des 15. Jahrhunderts, vielleicht in den Niederlanden, bald gefolgt von Limoges während der Herrschaft von Ludwig XI. (1461–1483). Der erste wichtige Meister, der unter dem Namen Monvaerni bekannt ist, wirkte in den letzten Jahrzehnten des Jahrhunderts. Ihm folgt ein unbekannte „Meister des Triptychs von Ludwig XII.“, nach einem heute im Victoria and Albert Museum befindlichen Werk, und der „Meister des Triptychs von Orléans“, der um 1515 eine Reihe sakraler Werke in einem noch der Malerei des vorherigen Jahrhunderts ähnelndem Stil schuf. Diese Werke waren zu klein für Kirchen und wurden offenbar für die private Andacht produziert, vielleicht besonders für Menschen, die oft auf Reisen waren.
Die Technik florierte in verschiedenen Limoger Werkstätten, denen königliche Privilegien beinahe ein Monopol für ganz Frankreich garantierten. Des Weiteren war seit der Zeit Ludwigs XI. durch königliche Edikte der Titel eines Meisters in der Gilde der Emailleure auf einige wenige Familien beschränkt. Emaillen wurden in Werkstätten hergestellt, die oft über Generationen in der Familie blieben und die oft durch Signaturen oder Punzierungen auf der Rückseite der Paneele erkannt werden können.
Zu Anfang waren diese Emaillen sehr hochwertige Objekte für den gehobenen Geschmack von höfischen oder sehr reichen Sammlern, wobei ab den 1530er-Jahren auch reiche Städter zu den Abnehmern zählten. Im Gegensatz zum mittelalterlichen Grubenschmelz wurden diese Arbeiten hauptsächlich für den französischen Markt hergestellt, obwohl es auch Aufträge aus Deutschland gab. Während das mittelalterliche Limoges mit einer Anzahl anderer Zentren der Kunst in Europa konkurrierte, produzierte im sechzehnten Jahrhundert eigentlich keine andere Stadt in nennenswertem Umfang große bildliche Emaillen im manieristischen Stil. Nur einige Glasstücke aus Murano waren in einem ungefähr ähnlichen Stil bemalt.
Um 1580 scheint dieser Stil aus der Mode gekommen zu sein, und Bernard Palissy, der Urheber eines komplementären Stils in der Keramik, schrieb, dass „ihre Kunst so billig geworden sei, dass die kaum davon leben könnten“. Die Produktion setzte sich bis ins 17. Jahrhundert fort, aber die Quantität nahm nach den ersten Jahrzehnten ab. Im 18. Jahrhundert wurde die Rolle von Luxus-Emailwaren in Europa größtenteils durch Porzellan abgelöst, aber nach einigen technischen Verbesserungen wurde Emailmalerei für kleine Miniaturporträts verwendet, die zuvor nur in England populär waren. Diese wurden aber in vielen großen Städten gemalt, wo immer die Kundschaft war, und Limoges spielte dabei nur eine Nebenrolle. Limoges war auch ein aktives Zentrum für Fayence-Malerei und später für Limoges-Porzellan.

### Stil und Technik
Mit der neuen Technik konnten Stücke mit hochdetaillierten Figurenszenen oder dekorativen Mustern hergestellt werden. Wie bei der italienischen Majolika, auf die in gewisser Weise der bemalte Email von Limoges eine späte Antwort darstellt, stammte die Bildthematik meistens aus der klassischen Mythologie oder in Allegorien, obwohl es auch religiöse Themen gibt, meist aus dem Alten Testament. Viele Meister wurden im Laufe der Jahrhunderte Hugenotten, und neu gedruckte Bibles moralisées, mit Illustrationen von Bernard Salomon und anderen, lieferten ein reiches Bildmaterial, mit dem die meisten zuvor nicht bekannt waren.

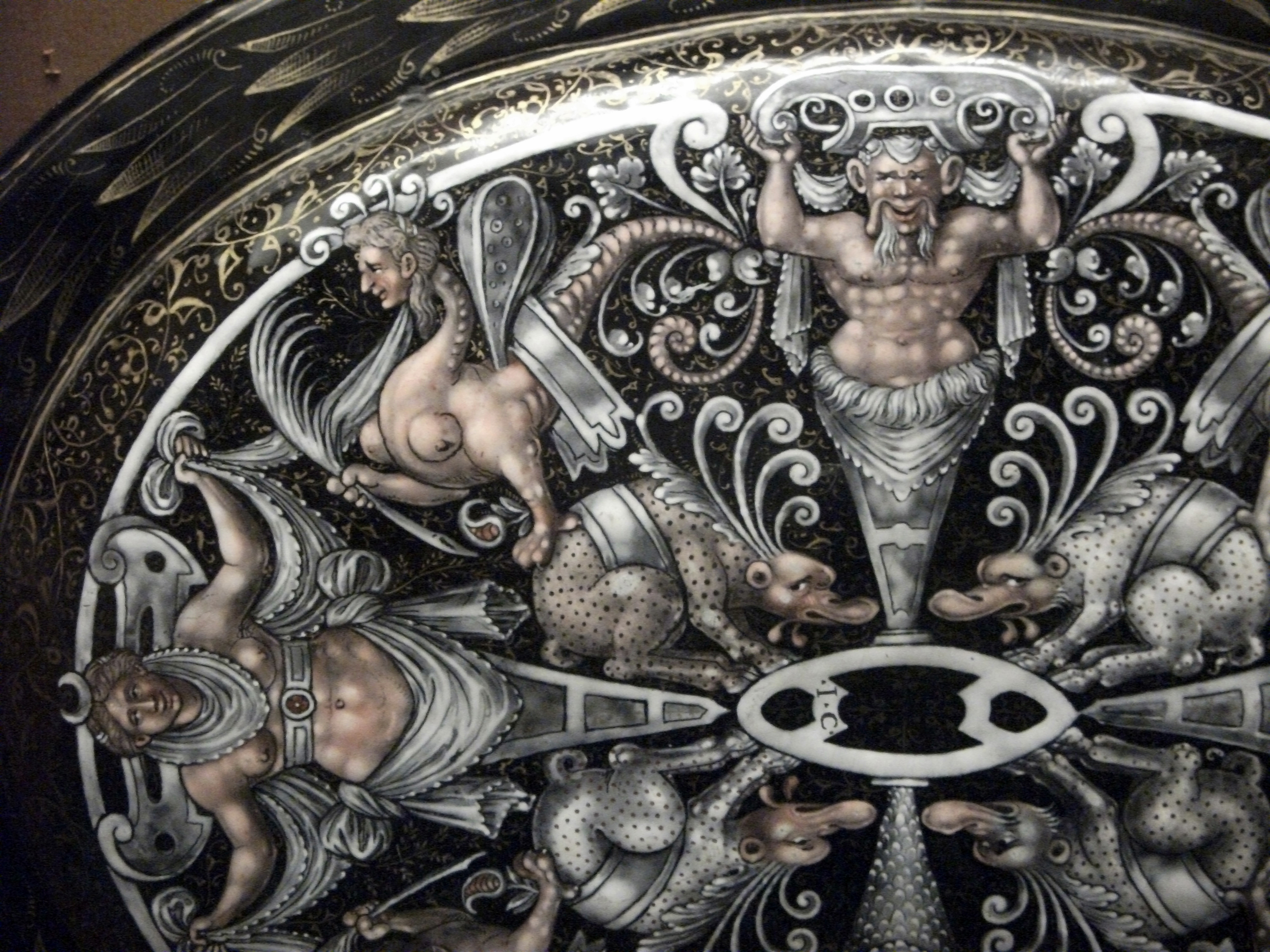
Detail eines Emailtellers, Limoges, Mitte 16. Jahrhundert, zugeschrieben Jean de Court (in der Mitte mit „I.C.“ markiert). British Museum, London

Die Bildkompositionen stammten meist aus deutschen, französischen oder italienischen Drucken, besonders für größere Szenen mit vielen Figuren. Die Rahmen besonders der größeren Stücke waren reich verziert und verwendeten die gesamte Bandbreite an Ornamenten des Manierismus sowie an Ornamentdrucken und anderen Modellen. Es gibt viel Beschlagwerk und fantastische Grotesken, die oft komisch behandelt werden. Die lustigen Grotesken in der Abbildung rechts befinden sich auf der Rückseite eines großen Tellers, dessen Hauptseite eine farbenfrohe Darstellung der „Zerstörung der Armee des Pharaos im roten Meer“ trägt.
Die Einführung des Grisaille-Stils, bei dem der größte Teil der Bildkomposition in Graustufen gehalten ist, datiert um 1530. Seine Popularität scheint überraschend für ein Medium, in dem sonst der Effekt vieler heller Farben, wie sie sonst nur in der Töpferei möglich waren, eine so große Rolle spielte. Gewisse gedeckte Farben, wie Gold und Inkarnat, kamen dabei oft noch vor. Es mag sein, dass der Einfluss der Drucke, auf denen die Entwürfe basierten, hier eine Rolle spielte, und außerdem war dieser Stil wohl beim Brennen viel einfacher zu handhaben. Grisaille-Flächen wurden gewöhnlich gebrannt, indem ein Mantel aus „schwarzem“ Email, in Wirklichkeit meist ein sehr dunkles Lila, gebrannt wurde, und dieser dann teilweise eingeritzt wurde, bevor er erneut gebrannt wurde. Danach wurden dann Hervorhebungen in Weiß, Gold oder anderen Farben aufgebracht. Zwischen 1530 und 1560 stellten Grisaille-Stücke den Großteil der Produktion dar, danach wurden sie neben polychromen Stücken hergestellt. Der dunkle, traurige Ton ist auch mit der Reformation in Verbindung gebracht worden.
Das Email wurde immer noch auf Kupferbleche appliziert. Komplizierte dreidimensionale Formen konnten dabei oft nicht durch Löten hergestellt werden, da die Lötverbindung der Brenntemperatur nicht standhalten würde. Die Rückseite der Bleche musste auch emailliert werden, auch wenn sie unsichtbar sein würde, um ein Knicken während des Brennens zu verhindern. Für dieses unsichtbare Email wurden häufig Reste aus dem Email der bemalten Seiten verwendet. Die Technik erforderte mehrfaches Brennen bei genau kontrollierten Temperaturen, um die verschiedenen Farben zu schmelzen. Die Anzahl der nötigen Brennvorgänge wird teilweise kontrovers diskutiert, und acht bis neun Brennvorgänge sind wohl wahrscheinlicher als die zwanzig, die früher vermutet wurden. Für goldene Flächen kam die Quecksilbervergoldung zur Anwendung, häufig für die Ränder; diese und andere Farben wurden im letzten Schritt nur kurz gebrannt.

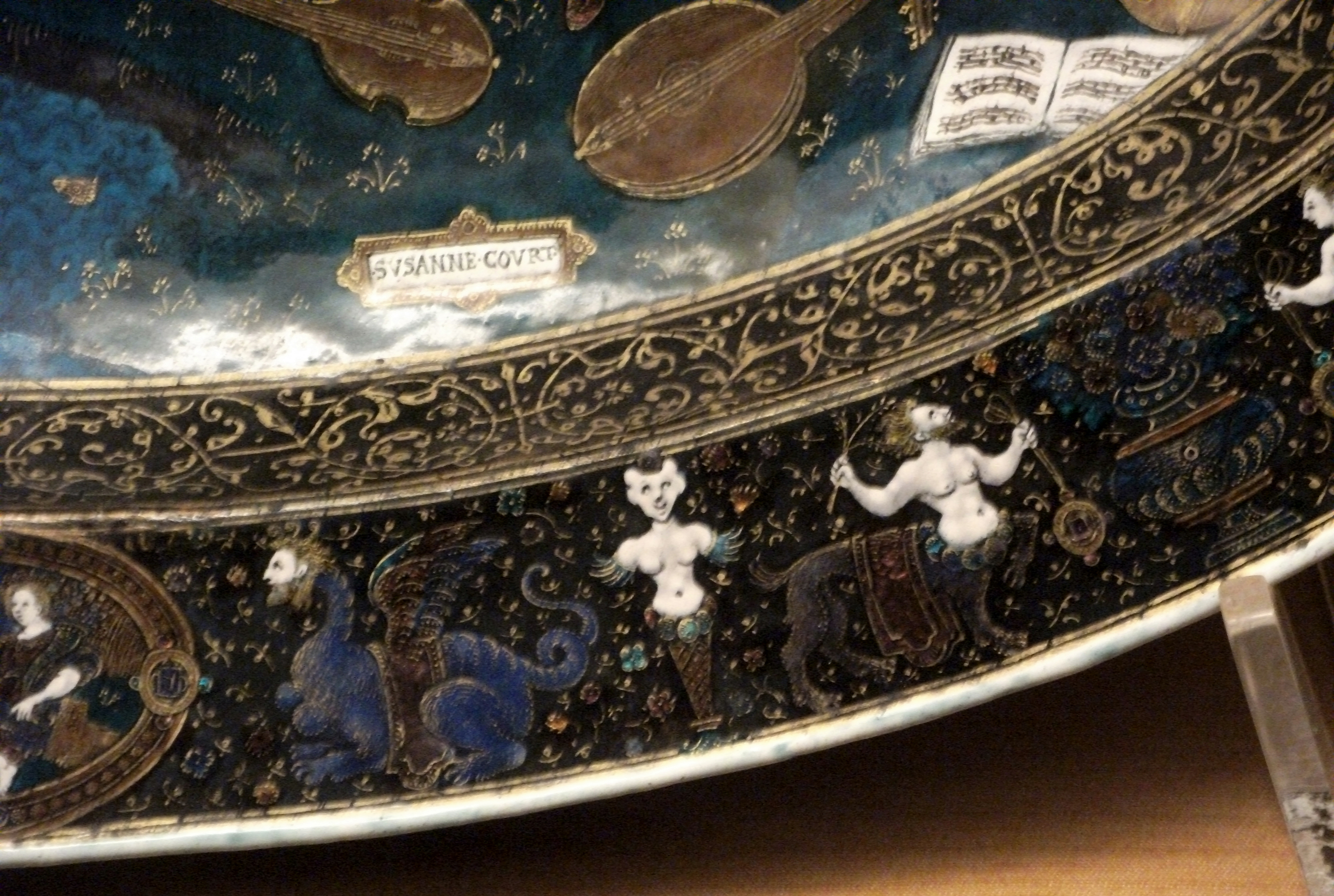
Signatur von „Suzanne Court“ auf einem Platzteller. British Museum, London

### Künstler
Durch die königlichen Privilegien blieben Emailwerkstätten häufig in der Familie. Im Vergleich zu Malern sind sie eher spärlich dokumentiert. Die verschiedenen Signaturen und Monogramme auf den Stücken haben Kunsthistorikern viel Diskussionsstoff geliefert. Silberstempel auf den Metallteilen können bei der Datierung behilflich sein. Léonard Limousin war der berühmteste von sieben Emailkünstlern aus der Limousin-Familie, deren signierte Werke zwischen 1532 und 1574 datieren. Die Familie Court beziehungsweise de Court zählte vermutlich Jean Court (aktiv um 1550), Jean de Court (aktiv in den 1560er- und 1570er-Jahren, auch Ölmaler), Suzanne de Court, vielleicht aktiv in den 1570er- bis 1620er-Jahren, und Pierre Courteys (oder Courtois), der zwischen 1550 und 1568 Werke signierte, zu ihren Mitgliedern. Die Familien Pénicault, Laudin und Reymond bzw. Raymond (Pierre Reymond) waren auch bekannte Emailleure, die Laudins taten sich besonders im 17. Jahrhundert hervor, als „letzter Funke“ der Limoger Tradition.

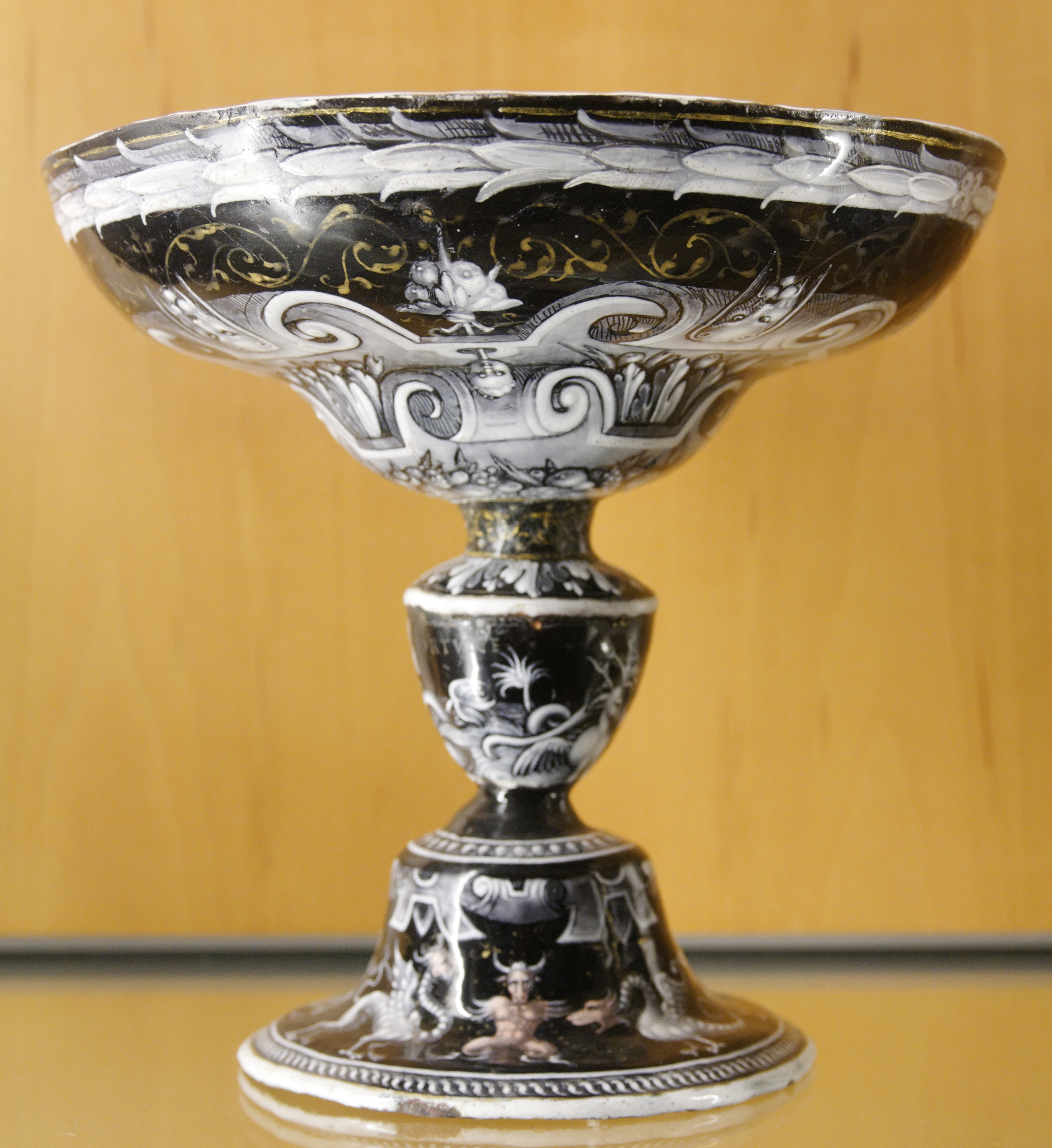
Tasse von Pierre Reymond. Musée des Beaux-Arts, Lyon

Es ist wohl möglich, dass einige Signaturen (oft nur Initialen) nur die Werkstatt und nicht den individuellen Maler angeben. Manche individuelle Emailleure sind aber auch mit bestimmten Werken bekannt, während andere ihnen aufgrund des Stiles zugeschrieben werden. Ein Beispiel dafür ist die Serie „Äneis“ vom „Meister der Äneis“, der um die 1530er-Jahre eine große Anzahl and Werken produzierte, von denen sich heute 74 in diversen Sammlungen befinden. Sie kopieren die Kompositionen von Holzschnitt-Illustrationen, die zuerst für eine 1502 in Straßburg veröffentlichte Werkausgabe von Vergil und dann für Ausgaben aus Lyon aus 1517 bis 1529 wiederverwendet wurden. Sie enthielten zusammen 143 Illustrationen der Äneis, und von den letzten drei Büchern sind keine Emailversionen erhalten. Sie könnten zur Dekoration eines kleinen Arbeitszimmers gedient haben, vielleicht wie in anderen Fällen mit Holzrahmung. Die Äneis-Reihe spiegelt den im Wesentlichen gotischen Stil der zugrundeliegenden Holzschnitte wider, aber vermutlich wurden sie erst hergestellt, als sich Léonard Limousin bereits im Dienste des Königs befand. Seine Bekanntschaft mit dem italienischen Stil der Schule von Fontainebleau war vermutlich der Auslöser für die Übernahme des manieristischen Stils, den die Künstler von Limoges zu dieser Zeit übernahmen und der für den Rest des Jahrhunderts der vorherrschende war.

### Verwendung
Emaillen wurden als Objekte wie Kerzenhalter, Teller, Gefäße und Rückseiten von Spiegeln hergestellt, und auch als flache Platten, die zur Dekoration anderer Objekte wie zum Beispiel von Kisten dienten. Obwohl sie oft in Formen hergestellt wurden, die eigentlich zur Darreichung von Essen und Trinken dienen, wurden sie wohl meistens nicht dafür genutzt, sondern als Kunstobjekte in Empfangszimmern bereitgehalten. Wie bei den mittelalterlichen Emaillen wurden nur manche Objekte auf Bestellung gefertigt, andere wurden in Serie hergestellt, um sie am Markt zu verkaufen. Insbesondere Hutabzeichen entwickelten sich zu einem gefragten Geschäftsfeld.

### Sammlungsgeschichte
Nach einer langen Periode, in der sie wenig gesammelt wurden, belebte sich das Interesse an bemaltem Limoges-Email in der ersten Hälfte des 19. Jahrhunderts, da insgesamt das Interesse an Renaissance-Kunst zunahm. Paris war der Haupthandelsplatz für dieses Gebiet, wobei Werke aus Chateaus in Frankreich beschafft, bei Bedarf in der brüsken Manier des 19. Jahrhunderts restauriert und an ein zunehmend internationales Sammlerpublikum verkauft wurden. Es kam auch zu richtigen Fälschungen. Kunsthistoriker begannen, die Namen und Biografien aus der verwirrenden Nachweislage aus Signaturen und Stilen zu rekonstruieren, und die Werke wurden in England und Frankreich in Keramik nachgeahmt.
Ab Mitte des Jahrhunderts wurden große Gruppen in eigenen Ausstellungen in Paris und London zur Schau gestellt, und die Privatsammlungen gingen später zum Großteil an Museen; „Die wichtigen Sammlungen von Limoges-Email finden sich heute in einem Dutzend Museen“:
- Frankreich: Louvre, Musée national du Moyen Âge (vor allem Grubenschmelz), Château d’Écouen (Musée national de la Renaissance), Gemeindemuseum Limoges
- England: British Museum, Victoria and Albert Museum, Wallace Collection, alle London
- USA: Frick Collection, New York: Walters Art Gallery, Baltimore: Metropolitan Museum of Art, New York: Taft Museum of Art, Cincinnati.
- Russland: Eremitage (Sankt Petersburg)